# Frankfurt-Nied (przystanek kolejowy)
Frankfurt-Nied – przystanek kolejowy we Frankfurcie nad Menem, w kraju związkowym Hesja, w Niemczech. Ma 2 perony.